# (2727) Патон
(2727) Патон (лат. Paton) — типичный астероид главного пояса, открыт 22 сентября 1979 года советским астрономом Николаем Черных в Крымской астрофизической обсерватории и 8 ноября 1984 года назван в честь российско-советского учёного-механика и инженера Евгения Патона и советско-украинского учёного в области металлургии Бориса Патона.

## Обнаружение и именование
(2727) Патон
Открыт 22 сентября 1979 года в Научном Н. С. Черных.
Назван в память о советском учёном Евгении Оскаровиче Патоне (1870—1953), известном в области мостостроения и электросварки. Планета также чтит выдающегося советского металлурга и президента Академии наук Украинской ССР академика Бориса Евгеньевича Патона.
Оригинальный текст (англ.)2727 Paton
Discovered 1979-09-22 by Chernykh, N. at Nauchnyj.
Named in memory of Evgenij Oskarovich Paton (1870—1953), Soviet scientist known for bridge building and electric welding. The planet also honors academician Boris Evgen'evich Paton, prominent Soviet metallurgist and president of the Academy of Sciences of the Ukrainian S.S.R.
Источники: DISCOVERY.DB; M.P.C. 9214.

## Орбита

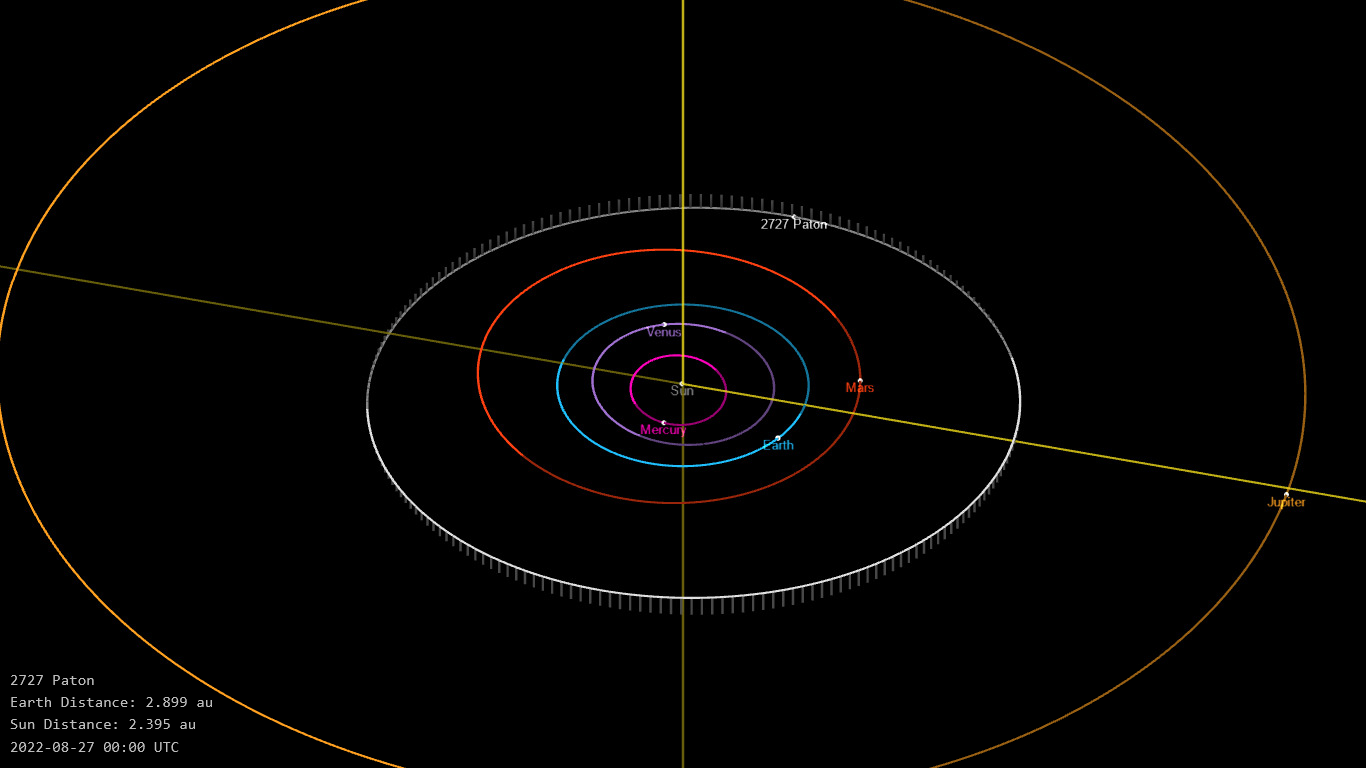
Орбита астероида Патон и его положение в Солнечной системе

## Физические характеристики
Из наблюдений телескопа VISTA следует, что астероид относится к таксономическому классу U.
По результатам наблюдений в видимом и ближнем инфракрасном диапазоне космического телескопа NEOWISE и наблюдений в инфракрасном диапазоне спутника Akari диаметр астероида сначала оценивался равным 9,530±0,072 км, позже — 8,92±0,88 км, 9,063±0,093 км. Согласно тем же источникам альбедо оценивается как 0,2833±0,0274, 0,321±0,080 и 0,311±0,017.